# Skärfläckor
Skärfläckor (Recurvirostridae) är en fågelfamilj med vadare i underordningen Charadrii. Familjen omfattar tre släkten med de två distinkta grupperna skärfläckor och styltlöpare. 

## Utseende
Alla arter inom familjen har långa tunna ben och långa halsar och näbbar. Skärfläckornas näbbar är uppåtkrökta och vid födosök sveper den med näbben från sida till sida i vattnet. Styltlöparnas näbbar är raka. Merparten av arterna har tydliga fjäderdräkter, ofta i kontraserande svart och vitt, där bara några arter har partier med gulbrunt eller brunt på huvudet eller bröstet.

## Utbredning
Skärfläckor och styltlöpare finns representerade över stora delar av världen och familjen finns representerad på alla kontinenter utom Antarktis, och de finns även på ett flertal öar långt ute till havs. Flera av arterna har mycket stora utbredningsområden och ett mindre antal har mindre lokala utbredningar. 

## Biotop och beteende
Arterna födosöker och häckar vid brackvatten eller salina våtmarker. De häckar i öppna marker i närheten till vatten, ofta i löst sammansatta kolonier. De är monogama, men paren håller inte ihop från år till år. Tre till fyra ägg läggs i ett enkelt rede, och båda föräldrar ruvar. Bandstyltlöpare som lever i öknen i Australien, häckar bara när det har bildats sjöar på grund av regnväder vilket gör att de inte alltid häckar varje år. Föräldrarna hos alla arter, förutom just rostbröstad styltlöpare, tar hand om sina dunungar under flera månader. Kolonier med rostbröstad styltlöpare tar istället hand om kycklingarna genom att samla alla i stora klungor på flera hundra.

## Status
En art, svart styltlöpare som lever på Nya Zeeland, är listad som akut hotad (CR) på grund av habitatförlust, introducerade arter och hybridisering med styltlöpare.

## Släkten och arter i familjen
Familjen består av tre släkten: styltlöparna i Himantopus och Cladorhynchus samt skärfläckor i Recurvirostra. Bandstyltlöparen i Cladorhynchus är dock trots sitt svenska trivialnamn närmare släkt med skärfläckorna i Recurvirostra än med de äkta styltlöparna i Himantopus. Antalet arter är omdebatterat, där släktet Himantopus av olika taxonomer anses omfatta allt från två till sex olika arter. Följande lista med tio arter följer International Ornithological Congress (IOC):
- Släkte: Himantopus
  - Styltlöpare (Himantopus himantopus)
  - Australisk styltlöpare (Himantopus leucocephalus) – behandlas ibland som underart till H. himantopus
  - Svart styltlöpare (Himantopus novaezelandiae)
  - Amerikansk styltlöpare (Himantopus mexicanus) – behandlas ibland som underart till H. himantopus
  - Vitkronad styltlöpare (Himantopus melanurus) – behandlas ofta som underart till H. mexicanus
- Släkte: Cladorhynchus
  - Bandstyltlöpare (Cladorhynchus leucocephalus)
- Släkte: Recurvirostra – skärfläckor
  - Skärfläcka (Recurvirostra avosetta)
  - Amerikansk skärfläcka (Recurvirostra americana)
  - Australisk skärfläcka (Recurvirostra novaehollandiae)
  - Andinsk skärfläcka (Recurvirostra andina)